# Le vent ne sait pas lire
Pour plus de détails, voir Fiche technique et Distribution.
Le vent ne sait pas lire (The Wind cannot read) est un film britannique réalisé par Ralph Thomas en 1958.

## Synopsis
L'Inde britannique en 1943, durant la Seconde Guerre mondiale. Le jeune officier anglais Michael Quinn est affecté avec d'autres à Delhi pour apprendre le japonais, ceci afin de faciliter l'interrogatoire des prisonniers de l'armée japonaise, qui vient d'envahir la Birmanie. Au nombre des professeurs, se trouve Suzuki San, dont Quinn tombe bientôt amoureux ; mais la jeune femme, surnommée "Sabby", est régulièrement victime de graves maux de tête. 

## Fiche technique
- Titre : Le vent ne sait pas lire
- Titre original : The Wind cannot read
- Réalisateur : Ralph Thomas
- Scénario : Richard Mason, d'après son roman
- Musique : Angelo Francesco Lavagnino — crédité Angelo Lavagnino — (et Peter Hart pour la chanson The Wind cannot read)
- Photographie : Ernest Steward
- Directeur artistique : Maurice Carter
- Costumes : Beatrice Dawson
- Montage : Frederick Wilson
- Productrice : Betty E. Box, pour The Rank Organisation
- Genre : Mélodrame / Film de guerre
- Format : Couleur (Eastmancolor)
- Durée : 115 minutes
- Date de sortie :
  -  Royaume-Uni : 11 juin 1958
  -  France : 2 septembre 1959[1]

## Distribution
(dans l'ordre du générique de fin)
- Dirk Bogarde (VF : Roland Ménard) : Flight Lieutenant Michael Quinn
- Yoko Tani : Suzuki San ('Sabby')
- Ronald Lewis (VF : Jacques Thébault) : Squadron Leader Fenwick
- John Fraser : Flying Officer Peter Munroe
- Anthony Bushell (VF : Jean-Henri Chambois) : Brigadier
- Marne Maitland : Bahadur
- Michael Medwin : Flying Officer Lamb
- Richard Leech : Hobson
- Tony Wager (crédité Anthony Wager) : Moss
- Tadashi Ikeda : Itsumi San
- Heihachirō Ōkawa (crédité Henry Okawa) : Lieutenant Nakamura
- Yōichi Matsue :  Caporal Mori
- Donald Pleasence : Le médecin
- Joy Michael : Première infirmière
- Avice Landone : Seconde infirmière